# Travis CI

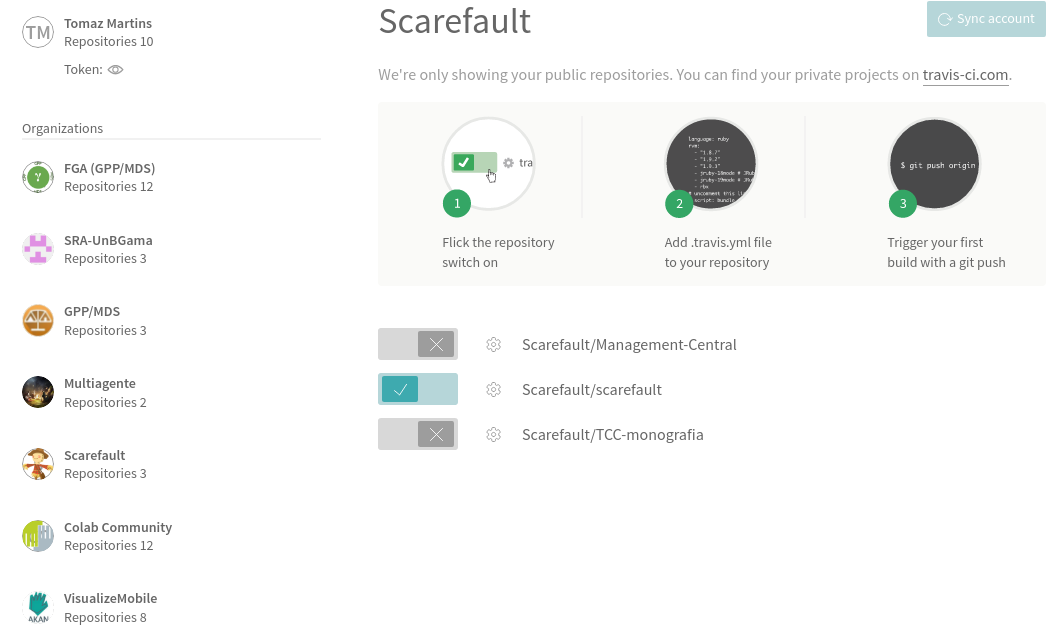

Travis CI는 호스팅 지속적 통합(CI) 서비스의 하나로, 깃허브에 호스팅되는 소프트웨어 프로젝트의 빌드, 테스트를 위해 사용된다.
Travis CI는 비공개 프로젝트에는 다양한 유료 플랜을, 오픈 소스에는 무료 플랜을 제공한다. TravisPro는 고객 자신의 하드웨어에서 사유 버전의 커스텀 디플로이를 제공한다.
소스는 기술적으로 자유 소프트웨어이며 허가 라이선스 하에 깃허브에서 단편적으로 이용이 가능하다. 그러나 회사의 언급에 따르면 사용자가 모니터링하고 수행해야 하는 상당수의 작업으로 인해 일부 사용자들이 자신만의 인프라스트럭처에서 엔터프라이즈 버전을 성공적으로 통합시키는데 어려움을 줄 수 있다.

## 같이 보기
- 지속적 통합